# Barbara Bui
Barbara Bui est une marque française de prêt-à-porter féminin, créée en 1987 par Barbara Bui.

## Histoire
Barbara Bui est née à Paris, en 1956, d'une mère française et d'un père vietnamien. Barbara Bui affirme que la mixité de son héritage compte pour beaucoup dans son identité, son travail et l’ADN de sa marque, l’encourageant ainsi à s’ouvrir à diverses cultures. Elle n’a pas de formation formelle dans la création de mode. Enfant, elle se passionne pour les livres et la mode. Son amour des livres la conduit à la Sorbonne. Après un Master en littérature anglaise, elle étudie le théâtre et s’essaye à l’écriture. Puis en 1983, elle passe du désir d’écriture par les mots à l’écriture « par les formes, les couleurs et les lignes. » En 1983, avec William Halimi, elle ouvre une boutique de prêt-à-porter féminin : Kabuki, rue de Turbigo, à Paris. On y trouve ses propres créations aux côtés de celles de quelques autres jeunes créateurs. Ses toutes premières créations sont essentiellement des séries limitées et se composent de pièces en cuir et en daim, réalisées sur place, au cœur de sa boutique atelier.
En 1987, elle présente, pour la première fois, une collection dans le cadre de la  Semaine de la mode, à Paris. L’année suivante, la première boutique exclusivement consacrée aux créations Barbara Bui ouvre à Paris, rue Étienne Marcel. En 1998, la société est cotée à la Bourse de Paris. La marque ouvrira alors son premier flagship au 50 avenue Montaigne, à Paris, une boutique à Milan et à New York. En 2000, la marque lance une ligne d'accessoires notamment de sacs et de chaussures. Fidèle à son état d’esprit rock, c’est David Bailey, photographe britannique réputé ayant les Rolling Stones, les Beatles et les Who à son actif, qui prend en charge la campagne publicitaire. La marque Barbara Bui est actuellement présente dans 16 métropoles internationales et continue de faire du cuir sa signature stylistique rock.
En 2003, Barbara Bui devient membre de la Fédération française de la couture et des Créateurs de mode. En février 2013, elle remporte le Globe de Cristal, dans la catégorie « Meilleur créateur de mode »,, décerné par l’association française de presse pour les arts et la culture.

## Actionnaires
Liste au 5 novembre 2020.
| Halimi William | 39.70 % |
| Flottant       | 32.70 % |
| Bui Barbara    | 19.40 % |
| Halimi Elie    | 6.30 %  |
| Autodétention  | 1.90 %  |